# Astragalus inyoensis
Astragalus inyoensis — вид квіткових рослин з родини бобових (Fabaceae). Ареал охоплює такі країни: США (Каліфорнія, Невада).
Рослина з тонкими, вигнутими сіро-зеленими стеблами, що виростають до 60 сантиметрів завдовжки. Листя має довжину кілька сантиметрів і складається з кількох овальних листочків, кожен завдовжки кілька міліметрів. Суцвіття містить до 15 квіток. Квіти розпускаються у травні, червні та липні. Квітки білі, рожеві або пурпурові. Плід — висячий біб трохи більше сантиметра завдовжки, вузької та вигнутої форми, шкірястої текстури.

## Середовище
Це низька багаторічна трав'яниста рослина, що утворює килим, яка росте на піщаних та гравійних ґрунтах, здебільшого похідних від карбонатної материнської породи, у відкритих лісах Піньон-Ялівець, часто поєднуючись з полином. Зростає на висотах 1500–2300 метрів. Наразі немає відомих серйозних загроз для цього виду.